# HD 115310
HD 115310 är en ensam stjärna belägen i den norra delen av stjärnbilden Kentauren som också har Bayer-beteckningen r Centauri. Den har en skenbar magnitud av ca 5,12 och är svagt synlig för blotta ögat där ljusföroreningar ej förekommer. Baserat på parallax enligt Gaia Data Release 2 på ca 12,7 mas, beräknas den befinna sig på ett avstånd på ca 257 ljusår (ca 79 parsek) från solen. Den rör sig bort från solen med en heliocentrisk radialhastighet på ca 13 km/s.

## Egenskaper
HD 115310 är en orange till gul jättestjärna av spektralklass K1 III. Den är en röd klumpstjärna, vilket anger att den ligger på den horisontella jättegrenen och genererar energi genom termonukleär fusion av helium i dess kärna. Den har en massa som är ca 2,7 solmassor, en radie som är ca 11 solradier och har ca 67 gånger solens utstrålning av energi från dess fotosfär vid en effektiv temperatur av ca 5 100 K.